# Брниця (Храстник)
Брниця (словен. Brnica) — поселення в общині Храстник, Засавський регіон, Словенія. Висота над рівнем моря: 282,6 м.